# Coregonus candidus
Coregonus candidus is een straalvinnige vissensoort uit de familie van de zalmen (Salmonidae) en de onderfamilie van de houtingen. Het is een endemische soort houting in het Meer van Neuchâtel (204 km²) in Zwitserland en wordt daar "bondelle" genoemd.

## Kenmerken
Het is een relatief kleine, slanke houting, de maximale lengte is 32 cm. Hij onderscheidt zich van andere soorten die in hetzelfde meer voorkomen, onder ander door het aantal kieuwboogaanhangsels (29 tot 39).

## Verspreiding en leefgebied
Deze houting komt alleen in het Meer van Neuchâtel voor, en is uitgezet in het Lago Maggiore. In dit meer vormt de soort waarschijnlijk hybriden met andere soorten. De vis houdt zich op in diep water en paait op diepten van 90 tot 130 m boven zandbodems.

## Status
In de jaren 1970 werd deze houtingpopulatie bedreigd door eutrofiëring van het water. Sinds de eeuwwisseling is de waterkwaliteit verbeterd,maar mogelijk was er een schadelijk effect door de introductie van andere soorten houtingen. Om deze reden staat deze soort als kwetsbaar op de Rode Lijst van de IUCN.